# والاس ويلكينسون
والاس ويلكينسون (بالإنجليزية: Wallace G. Wilkinson)‏ هو سياسي أمريكي، ولد في 12 ديسمبر 1941 في مقاطعة كيسي في الولايات المتحدة، وتوفي في 5 يوليو 2002 في ليكسينغتون في الولايات المتحدة بسبب سكتة. حزبياً، نشط في الحزب الديمقراطي. وقد انتخب حاكم كنتاكي ‏ (8 ديسمبر 1987 – 10 ديسمبر 1991).